# آتباسار
آتباسار (به لاتین: Atbasar) یک زیستگاه انسانی در قزاقستان است که در شهرستان آتباسار واقع شده‌است.

## خصوصیات
آتباسار ۲۹٬۹۸۴ نفر جمعیت دارد.